# Liste der höchsten Bauwerke in Namibia
Dies ist eine unvollständige Liste der höchsten Bauwerke in Namibia, d. h. aller hohen Bauwerke in Namibia.

## Liste
| Bild | Name Koordinaten                                                | Region Ortschaft              | Höhe in m | Stockwerke (oberirdisch)             | Fertigstellung | Art                                        | Bemerkungen & Referenzen         |
| ---- | --------------------------------------------------------------- | ----------------------------- | --------- | ------------------------------------ | -------------- | ------------------------------------------ | -------------------------------- |
|      | Sendemast Oshakati 17° 47′ 28″ S, 15° 42′ 34″ O                 | Oshakati                      | 275       | -                                    | 1976 (1995)    | Sendemast                                  | [ 1 ]                            |
| .    | Sendemast Katima Mulilo 17° 31′ 6″ S, 24° 16′ 18″ O             | Katima Mulilo                 | 230       | -                                    |                | Sendemast                                  | [ 2 ]                            |
| .    | Sendemast bei Okongo 17° 37′ 55″ S, 17° 23′ 23″ O               | Okongo                        | 230       | -                                    | .              | Sendemast                                  | [ 3 ] [ 4 ]                      |
|      | Sendemast Gobabis22° 26′ 6″ S, 19° 0′ 32″ O                     | Gobabis                       | 150       | -                                    |                | Sendemast                                  |                                  |
| .    | Sendemast Duineveld 23° 56′ 36″ S, 17° 29′ 10″ O                | Duineveld                     | (150)     | -                                    |                | Sendemast                                  |                                  |
|      | Sendemast Stampriet 24° 20′ 32″ S, 18° 25′ 9″ O                 | Stampriet                     | (150)     | -                                    |                | Sendemast                                  |                                  |
| .    | Vorwärmerturm Ohorongo 19° 31′ 22″ S, 17° 27′ 0″ O              | Tsumeb                        | 104       |                                      | 2010           | Gebäude einer Industrieanlage              |                                  |
| .    | Schornsteine des Van-Eck-Kraftwerks 22° 30′ 43″ S, 17° 4′ 42″ O | Windhoek                      | 103       | -                                    |                | Schornsteine eines Kraftwerks              |                                  |
| .    | Rohmehlsilo Ohorongo 19° 31′ 18″ S, 17° 26′ 56″ O               | Tsumeb                        | 80        |                                      | 2010           | Gebäude einer Industrieanlage              |                                  |
| .    | Zementsilos Ohorongo 19° 31′ 18″ S, 17° 27′ 3″ O                | Tsumeb                        | 71        |                                      | 2010           | Gebäude einer Industrieanlage              |                                  |
| .    | Anixas-Schornstein 22° 56′ 23″ S, 14° 30′ 59″ O                 | Walvis Bay                    | 65        | -                                    |                | Schornstein eines Kraftwerks               | [ 5 ]                            |
| .    | Mutual Tower22° 34′ 3″ S, 17° 5′ 0″ O                           | Windhoek                      | (60)      | 17 (zzgl. 4 unterirdische)           | 18. Mai 2010   | Bürogebäude von Old Mutual                 |                                  |
| .    | Frans Indongo Gardens                                           | Windhoek                      | (55)      | 16                                   |                | Bürogebäude                                |                                  |
|      | NAMDEB Centre                                                   | Windhoek                      | (50)      | 15                                   |                | Bürogebäude                                |                                  |
| .    | FNB Namibia Hauptsitz                                           | Windhoek                      | (50)      | 12                                   |                | Bürogebäude                                |                                  |
| .    | Nedbank Namibia Hauptsitz                                       | Windhoek                      | (50)      | 13                                   |                | Bürogebäude                                | im Bau (geplante Eröffnung 2021) |
|      | Sanlam Centre                                                   | Windhoek                      | 50        | 14–17                                | 1990           | Bürogebäude                                |                                  |
|      | Oshungo ya Shakati                                              | Oshakati                      | 48        | -                                    | 2016           | Aussichtsturm                              |                                  |
| .    | Gustav Voigts Centre                                            | Windhoek                      | (45)      | 14                                   | 1974           | Hotelgebäude, Einkaufszentrum              |                                  |
| .    | Poly Heights                                                    | Windhoek                      | (45)      | 13                                   |                | Hochschulgebäude                           |                                  |
|      | Christuskirche                                                  | Windhoek                      | 42        | -                                    | 1896           | Kirche                                     |                                  |
|      | Unabhängigkeits-Gedenkmuseum                                    | Windhoek                      | 40        | -                                    | 2013           | Museum, Denkmal                            |                                  |
|      | 77 on Independence                                              | Windhoek                      | (40)      | 11 (zzgl. 2 unterirdische Parkdecks) | 2016           | Büro-/Wohngebäude                          |                                  |
| .    | Ministry of Defence Tower                                       | Windhoek                      | (40)      | 12                                   |                | Bürogebäude                                |                                  |
| .    | Channel Life Tower                                              | Windhoek                      | (40)      | 12                                   |                | Bürogebäude                                |                                  |
| .    | Hilton Garden Inn                                               | Windhoek                      | 36        | 9                                    | 2020           | Hotelgebäude                               |                                  |
|      | Leuchtturm Diaz Point                                           | Lüderitz                      | 35        | -                                    | 1910           | Leuchtturm                                 |                                  |
|      | Heldenacker (Obelisk)                                           | Windhoek                      | 34        | -                                    | 2002           | Denkmal                                    |                                  |
|      | Leuchtturm Pelican Point                                        | Pelican Point, bei Walvis Bay | 34        | -                                    | 1898/1915/1938 | Leuchtturm                                 |                                  |
| .    | Eliakim Namundjebo Plaza Hotel Tower                            | Windhoek                      | 30        | 8                                    | 2010           | Hotelgebäude                               |                                  |
|      | Leuchtturm Swakopmund                                           | Swakopmund                    | 28        | -                                    | 1902/1910      | Leuchtturm                                 |                                  |
|      | Damaraturm                                                      | Swakopmund                    | 25        | -                                    | 1894 o. 1905   | Wasserturm (ehemals) Aussichtsturm (heute) |                                  |
|      | Franketurm                                                      | Omaruru                       | 20        | -                                    | 1908           | Wehrturm                                   |                                  |
|      | Leuchtturm Shark Island                                         | Lüderitz                      | 12        | -                                    | 1910           | Leuchtturm                                 |                                  |
|      | Tower Flughafen Hosea Kutako                                    | bei Windhoek                  | 12        | -                                    |                | Kontrollturm                               |                                  |
| .    | Sendemast Omuthiya                                              | Omuthiya                      |           | -                                    |                | Sendemast                                  |                                  |
|      | Evang.-Luther. Kirche Swakopmund                                | Swakopmund                    |           | -                                    | 1912           | Kirche                                     |                                  |
|      | Felsenkirche                                                    | Lüderitz                      |           | -                                    | 1912           | Kirche                                     |                                  |
|      | Okaukuejo-Turm                                                  | Okaukuejo                     |           | 5                                    | 1963           | Wasserturm                                 |                                  |
|      | Pulver-Turm                                                     | Otjimbingwe                   |           |                                      | 1870           | Wehrturm                                   |                                  |
| .    | Stella-Maris-Kirche                                             | Walvis Bay                    |           | -                                    |                | Kirche                                     |                                  |
| .    | Post Office Tower                                               | Okahandja                     |           | -                                    |                | Turm                                       |                                  |
| .    | Telecom-Namibia-Funkturm                                        | Walvis Bay                    |           | -                                    |                | Funkturm                                   |                                  |
| .    | Kamine des Hüttenwerks                                          | Tsumeb                        |           | -                                    | .              | Schornsteine                               |                                  |

Schätzungen in kursiv und in Klammern, auf Grundlage der Stockwerke oder örtlicher Anschauung